# Opiumkrigen
Opiumkrigen (på kinesiska: 鸦片战争, pinyin: Yāpiàn zhànzhēng) var två krig i mitten av 1800-talet, genom vilka Storbritannien och Frankrike tvingade Kina att acceptera opiumhandeln och ge handelsprivilegier åt segrarna. De betraktas ofta som början till slutet av Kinas historia som kejsardöme. 

## Bakgrund

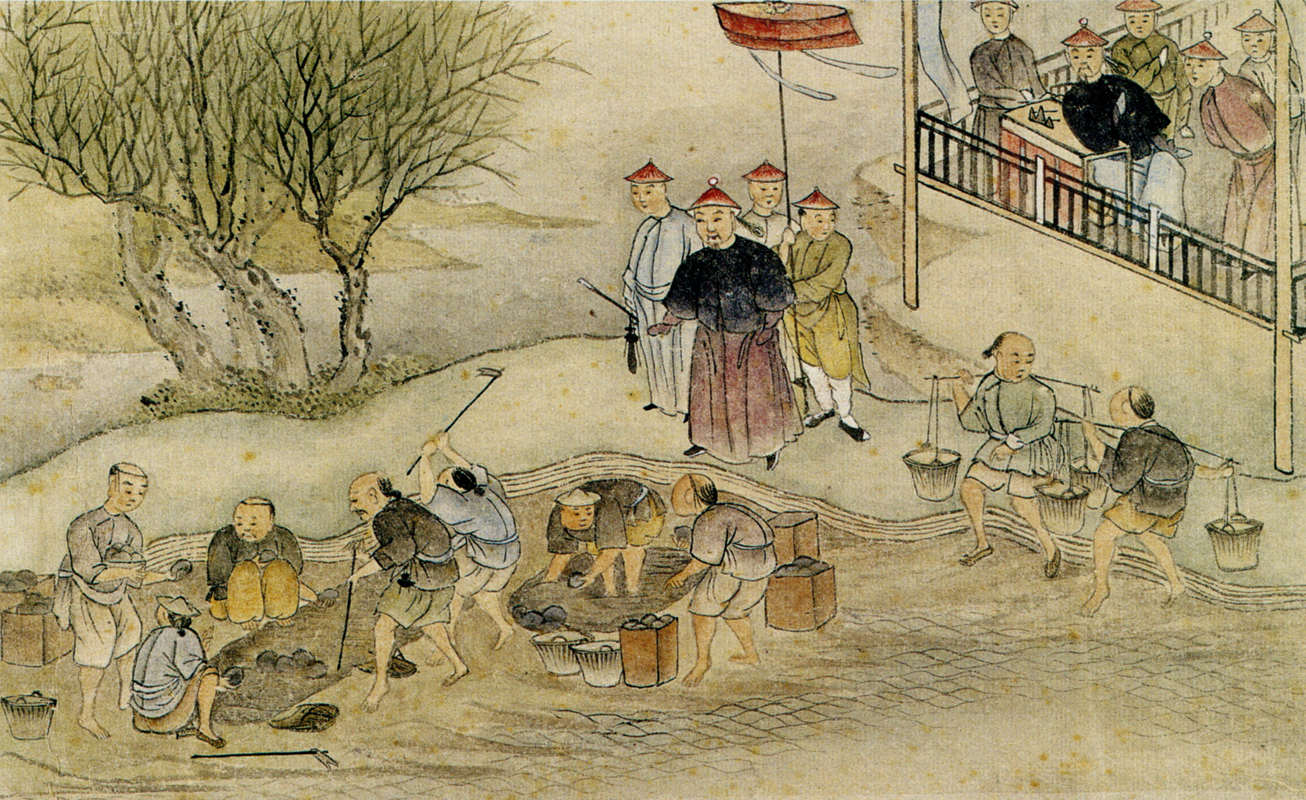
Lin Zexu förstör brittiskt opium.

Kina hade en mängd varor, bland annat silke, te och porslin, som var begärliga för européerna, medan Europa inte kunde erbjuda några bytesvaror som intresserade kineserna – förutom silver. För att förbättra handelsläget började brittiska köpmän och handelshus under förra delen av 1800-talet illegalt exportera opium, vilket odlades bland annat i det av Brittiska Ostindiska kompaniet kontrollerade Indien. Opiet byttes mot kinesiska varor, vilket ledde till ett utbrett missbruk – kanske det första storskaliga narkotikamissbruket i historien; åren 1827-1828 infördes 9 535 kistor opium i Kina mot 26 818 kistor med silke, te och porslin år 1835-1836. 
Kinesiska regeringen hade redan på 1700-talet vidtagit åtgärder för att bekämpa denna för befolkningen i alla avseenden skadliga konsumtion, men detta ledde endast till en vidsträckt, av Storbritannien understödd smyghandel. Den kinesiska regeringen försökte därför 1839 sätta stopp för opiumhandeln, och mandarinen Lin Zexu som hade givits speciella befogenheter av kejsaren för att stoppa opiumhandeln, fordrade i Kanton att få konfiskera brittiska lagerbyggnader med cirka 20 000 kistor opium. 
Den dåvarande brittiske residenten där, Charles Elliot, uppmanade de brittiska köpmännen att ge efter för detta krav samt lovade ersättning från brittiska regeringen. Opiet utlämnades och blandades med kalk och salt, sedan slängdes det i havet utanför Humen town. Då samtidigt britterna vägrade att utlämna en landsman, som i ett slagsmål hade dödat en kines, utfärdade kinesiska regeringen förbud att sälja livsmedel till britterna såväl i Macao som i Kanton.

## Första opiumkriget (1839–1843)
Britterna måste lämna Macao och bege sig till Hongkong, där kineserna försökte blockera försörjningen utan att lyckas. Den brittiska regeringen ställde krav på handel, att brittiska undersåtar ej skulle dömas av kinesisk domstol samt skadestånd för förstörd opium. Då kraven ej togs emot av Kina förklarade britterna (1840) krig; deras flotta blockerade Bocca Tigris (Kantonflodens mynning), förstörde Xiamen och seglade till Beiheflodens mynning för att lämna kejsaren i Peking den brittiska regeringens depescher, som mandarinen i Kanton vägrat emottaga. Kejsaren lovade sända en kommissarie till Kanton för att förhandla om fred, om den engelska flottan drog sig tillbaka dit. Amiral Elliot gick med på det och underhandlingarna påbörjades i slutet av november, men förhalades av kineserna. Efter brittiska påtryckningar i form av krigshandlingar slöts 20 januari ett preliminärfördrag, enligt vilket Kantons hamn åter öppnades samt britterna fick Hongkong och sex miljoner dollar i skadeersättning. Dessutom skulle en reglering av bägge makternas förhållanden till varandra ske. Fördraget godkändes dock varken av den brittiska eller den kinesiska regeringen, så fientligheterna började på nytt. 
Ännu en gång ingicks vapenvila; men då kineserna inte gjorde allvar med fredsunderhandlingarna, utan drog samman en här, ryckte överbefälhavaren över den brittiska landhären i Kina, sir Hugh Gough, mot Guangzhou och slog 25 mars en över 50 000 man stark kinesisk här. Britterna vann ett fältslag och hotade att inta Kanton när Kina åter gav fredsanbud och 27 maj antog britterna fredsvillkoren med några ändringar. Kina skulle betala krigsskadestånd. Fördraget slöts av Elliot som redan blivit avsatt på grund av det milda fördraget den 20 januari.
Elliots efterträdare, Henry Pottinger, var inte bunden av fredsavtalet. Han avsåg gå mera kraftigt till väga. Brittiska flottan lämnade 21 augusti 1841 Hongkong, och britterna intog under loppet av hösten, vintern och våren flera strategiska platser längs Kinas kust och ockuperade 19 juni 1842 Shanghai. När den slutligen i augusti hotade Nanking, såg Kina sig tvunget att ingå fred. Denna slöts 29 augusti i Nanking på de villkor, att hamnarna Kanton, Amoy, Fuzhou, Ningbo och Shanghai skulle vara öppna för alla nationer och att främmande konsuler skulle få bosätta sig där. Britterna skulle dessutom erhålla Hongkong samt 21 miljoner dollar för sina krigsomkostnader. 
I juli 1843 trädde det nya handelssystemet i kraft, och 9 oktober samma år gjordes till fredsfördraget det tillägg, att europeiska köpmän skulle få arrendera och bebygga jord i de nämnda fem hamnarna. En rad länder som inte deltagit i kriget slöt också handelsavtal med Kina, däribland Sverige-Norge som slöt Fördraget i Kanton i mars 1847.

## Andra opiumkriget (1856–1860)

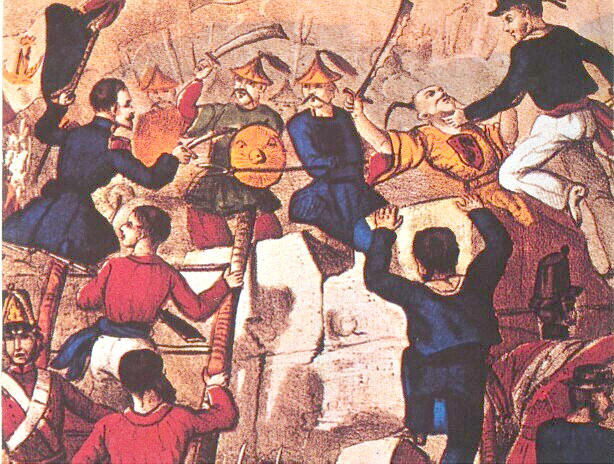
Fältslag vid Kanton under andra opiumkriget.

Andra opiumkriget utbröt efter att en fransk katolsk missionär avrättades i juni 1856 samt efter tagandet av handelsfartyget Arrow, vars kinesiska besättning av vicekungen i Guangzhou, Ye Mingchen, fängslats under anklagelse för lagbrott, trots att fartyget förde engelsk flagg (denna nedhissades och skymfades i flera mandariners närvaro i Guangzhous hamn, 8 oktober 1856); på engelska kallas kriget fortfarande Arrowkriget. Vicekungen avvisade den engelske konsuln Harry Parkes’ krav på upprättelse för skymfen samt på att fördragsenligt få pröva de mot engelska undersåtar, matroserna på Arrow, framställda anklagelserna. Tvisten föranledde väpnat ingripande av den engelske amiralen sir Michael Seymour, varigenom denne (29 oktober) tilltvang sig tillträde till Kanton (som, trots fredsvillkoren i Nanking, inte hade öppnats för utlänningar), och ministären Palmerston beslöt i samförstånd med franska regeringen att betrakta dessa händelser som krigsanledning. 
Krig förklarades av Storbritannien och Frankrike 1857 med de båda händelserna som förevändning, Kanton intogs 5 januari 1858, och den engelsk-franska flottan seglade till Pei Ho, förstörde några mindre fästningsverk och sände i maj 1858 en flottilj av kanonbåtar uppför Pei-Ho-floden till Tientsin. Den 8 juni började fredförhandlingar, och 13, 15, 26 och 27 juni slöt Kina fördrag i Tientsin med Ryssland, Förenta staterna, Storbritannien och Frankrike. Kristendomen skulle tolereras i hela riket, konsulat upprättas i Kina, diplomatiska agenter ha rätt att infinna sig och bo i Peking, nya hamnar öppnas för handeln, segelfarten på Yangtze bli fri, opiumimport tillåtas, och främlingar, försedda med sin regerings pass, få resa i det inre av Kina. Något tidigare (28 maj 1858) slöt Ryssland ett separat traktat med Kina, då det erhöll det kinesiska, på vänstra Amurstranden liggande Amurlandet. 
Kina visade sig emellertid inte avse hålla de ingångna förbindelserna, utan rustade sig till ett nytt krig och började fientligheterna med att beskjuta en del av den engelsk-franska flottan på Pei-Ho-floden. De allierade makterna förstärkte sina stridskrafter, landsatte vid Pei Hos mynning 1 augusti 1860 25 500 man, erövrade flera fästen där, slog kineserna vid Palikao och inryckte 13 oktober i Peking, där fransmännen intog och på ett vandaliskt sätt utplundrade kejsarens sommarpalats. Kineserna fann vidare motstånd fruktlöst och öppnade förhandlingar, som i slutet av oktober ledde till fred (undertecknad av kejsaren 2 november), Pekingkonventionen, på samma villkor som i fördraget 1858, men med ökad krigsskadeersättning (60 miljoner francs till Storbritannien och 30 miljoner till Frankrike). De engelska och franska sändebuden tog i mars 1861 sin bostad i Peking och i juli även Förenta staternas.

## Opiumexportens slut

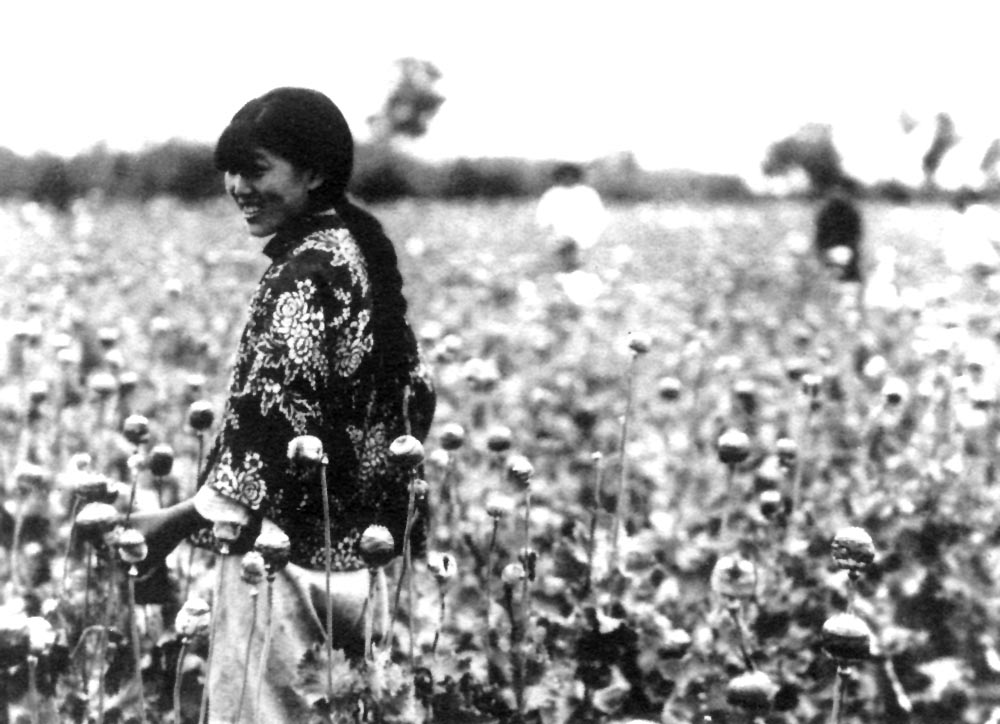
Vallmoskörd i Manchukuo.

Society for the Suppression of the Opium Trade var en organisation som bildades 1874 i London för att bland annat utöva påtryckningar på det brittiska parlamentet i syfte att förbjuda den omfattande och som organisationen ansåg djupt omoraliska opiumförsäljningen till Kina.
Opium började snart odlas även i Kina och i början av 1900-talet när britternas export av opium upphörde hade den inhemska odlingen kommit att bli helt dominerande. Man fortsatte att missbruka opium i stor skala i Kina ända fram till kommunisternas seger i det kinesiska inbördeskriget år 1949.